# 이소베촌 (후쿠시마현)
이소베촌(磯部村)은 후쿠시마현 소마군에 속했던 촌이다. 현재의 소마시 남동부, 태평양과 마쓰가와우라에 접한 지역에 해당한다.

## 역사
- 1889년 4월 1일 - 정촌제 시행에 의해 6촌이 합병해 우타군 이소베촌이 성립하였다.
- 1896년 4월 1일 - 우다군이 나메가타 군과 합병해 소마 군이 성립하였다.
- 1900년 2월 13일 - 4개의 오아자가 분립해 닛타키촌이 성립하였다.
- 1954년 3월 31일 - 나카무라 정, 오노 촌, 이토요 촌, 야와타 촌, 야마카미 촌, 다마노 촌, 닛타키 촌과 합병해 소마 시가 되어, 동일 이소베 촌이 폐지되었다.

## 참고문헌
- 角川日本地名大辞典 7 福島県